# Денисів
Дени́сів — село в Україні, у Купчинецькій сільській громаді Тернопільського району Тернопільської області. Населення становить 1076 осіб (2003). До 2018 року — адміністративний центр Денисівської сільської ради.

## Географічне розташування
Село Денисів розташоване на заході Тернопільського району, на березі річки Стрипа.

## Історія
Перша писемна згадка датується 1559 роком.
Є версія, що Денисів та сусіднє село Купчинці у минулому були одним містечком і мали спільну назву — Бродилів. Це поселення знищили монголо-татари.
Через Денисів кілька разів проходили козацькі полки Б. Хмельницького. На місцевих полях 12 травня 1651 року відбулася битва козаків і татар із польською армією Мартина Калиновського.
Діяли товариство «Просвіта» (24 січня 1874 заснована її читальня — перша на Тернопільщині), хор, народна школа хорових диригентів, драматичний гурток.
1934 року внаслідок пожежі згоріли 200 господарств.
Від жовтня 1943 до березня 1944 року у Денисові перебував крайовий Провід ОУН ЗУЗ під керівництвом Ю. Гуляка («Токара»).
Від 24 березня до 14 липня 1944 року на річці Стрипа зупинився фронт, населення Денисова було евакуйоване.
У 2018 році, в ході децентралізації, село увійшло до складу Купчинецької сільської громади.
12 червня 2020 року, відповідно до розпорядження Кабінету Міністрів України № 724-р «Про визначення адміністративних центрів та затвердження територій територіальних громад Тернопільської області» увійшло до складу Купчинецької сільської територіальної громади.
19 липня 2020 року, в результаті адміністративно-територіальної реформи та ліквідації Козівського району, село увійшло до складу Тернопільського району.
У 2025 році у селі проживало 235 чоловіків, і з них п’ятдесят перебувають на передовій.

## Населення
За даними перепису населення 2001 року мовний склад населення села був таким:
| Мова       | Кількість осіб | Відсоток |
| ---------- | -------------- | -------- |
| українська |                | 99,9     |
| російська  |                | 0,1      |

Місцева говірка належить до наддністрянського говору південно-західного наріччя української мови.

## Пам'ятки

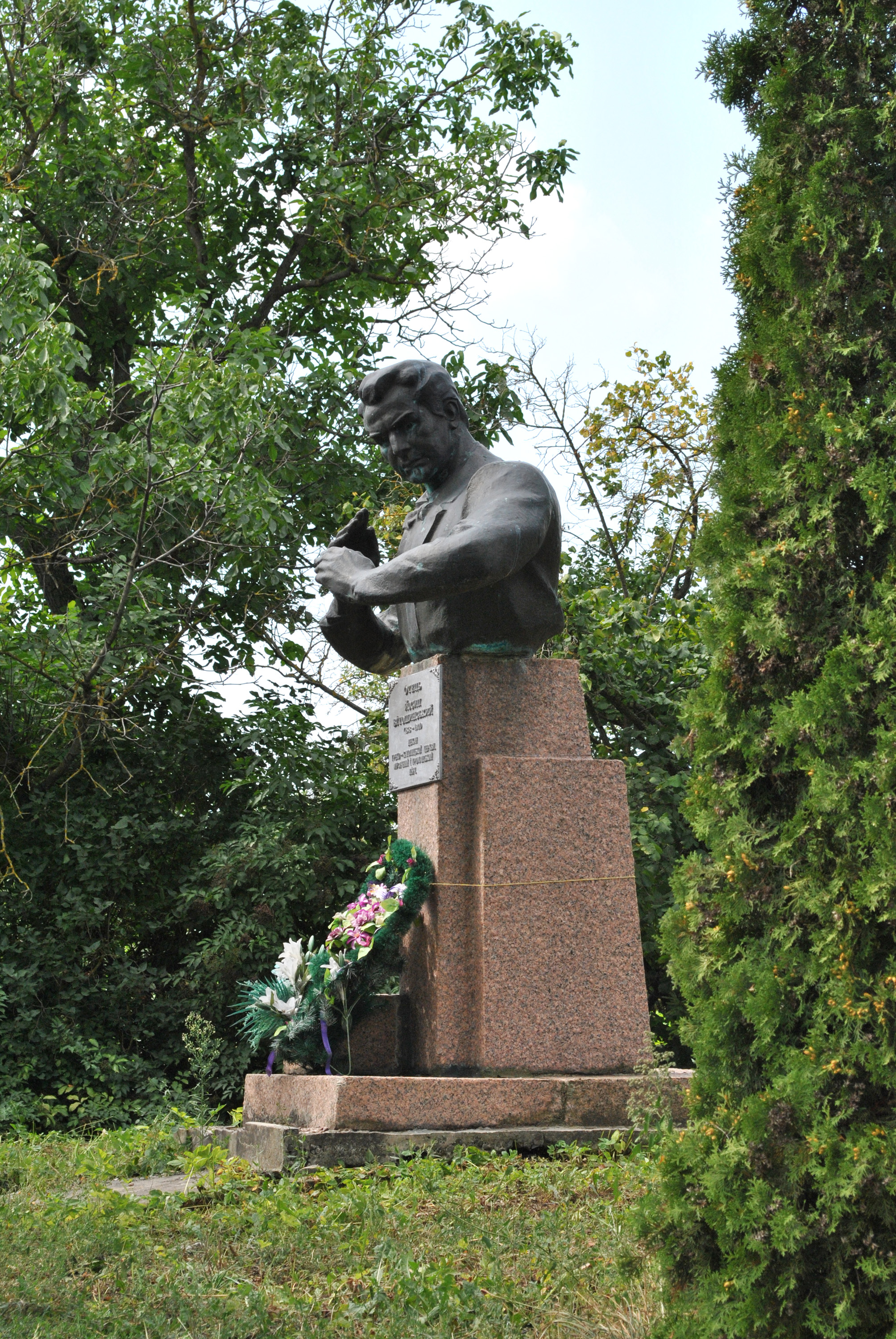
Пам'ятник Йосипу Вітошинському

Пам'ятник Тетяні Федорів

- В селі є пам'ятки природи — три 130-річні буки чорнокорі.
- Церква Святого Миколая (1887; архітектор Роттер, розписав  Корнило Устиянович (1889—1890); реставрована 1990), каплиця (поховані власники села Домарадзькі та Уєйські), три «фігури» Матері Божої, Липа Богдана Хмельницького.
- Пам'ятник тверезості — встановлений 1874 року в селі Денисові, знищений у 1984 році.

### Меморіали, пам'ятники
- Пам'ятний хрест на згадку про скасування панщини у 1848 році;
- воїнам-односельцям, полеглим під час німецько-радянської війни (1984);
- Іванні Блажкевич (1989; скульптор І. Мулярчук);
- Т. Федорів;
- М. Шарику (1992; скульптор І. Сонсядло);
- о. Й. Вітошинському (1992; скульптор О. Мудрак);
- на честь проголошення незалежності України (1992).

Насипано могили УСС (1989) та козацьку з пам'ятником (1993; скульптор Б. Рудий); встановлено меморіальні таблиці на будинках І. Блажкевич, о. Й. Вітошинського та поблизу пам'ятки природи — 480-річної липи Богдана Хмельницького.
Пам'ятник Тарасові Шевченку
Щойновиявлена пам'ятка історії (вул. Центральна, 7-А). Скульптор — Тадей Олієвський. Встановлений 1983 року. Погруддя — червоний камінь пісковик, постамент — чорний граніт. Постамент — 1,56×0,62х0,52 м; погруддя — 0,65х0,4х0,5 м, площа — 0,0200 га..
Пам'ятний знак «Козацька могила»
Щойновиявлена пам'ятка історії в селі Денисові Купчинецька громади Тернопільського району Тернопільської области України. Розташований в полі, урочище «Замости». Робота скульптора Б. Рудого та архітектора В. Гуля; монумент насипаний із землі, а також виготовлений із залізобетону та чавуну (встановлений 1951 року). Напис на меморіальній дошці: «Тут 12 травня 1651 року похоронено понад три тисячі козаків полків Демка Литовця та Семена Савича. У церемонії поховання брав участь Богдан Хмельницький». Висота — 11 м; хрест — 2,6×1,9 м, площа — 0,0900 га..
Скульптура Матері Божої — годувальниці
Щойновиявлена пам'ятка монументального мистецтва (вул. Вітошинського). Робота самодіяльних майстрів (встановлена у ХІХ столітті).
Скульптура Матері Божої, перша
Виготовлена самодіяльними майстрами. Встановлена 1885 року. Розташована на дорозі на с. Веснівку, на захід від села.
Скульптура Матері Божої, друга
Виготовлений самодіяльними майстрами. Встановлена 1909 року. Розташована у західній частині села, роздоріжжя, поворот на залізничний переїзд.
Скульптура святого
Виготовлена самодіяльними майстрами. Встановлена 1899 року. Розташована на поперечній дорозі на с. Плотича.

## Музеї
- Краєзнавчий (з 1967; з 1993 року — державний)
- Меморіальний Іванни Блажкевич
- Музей природи (в приміщенні  загальноосвітної школи І—ІІ ступенів).

## Соціальна сфера
Функціонують Будинок культури, бібліотека, дошкільний навчальний заклад, будинок для перестарілих, поліклініка, аптека.

## Відомі особи

### Народилися
- Іванна Блажкевич (до шлюбу Бородієвич) — письменниця і громадська діячка, просвітниця.
- Євген Бородієвич — літератор, поет, перекладач, вояк Легіону УСС та УГА[8].
- Меланія Грушкевич (до шлюбу Бородієвич) — громадська та культурно-освітня діячка.
- Остап Бородієвич (1883—1920) — сотник УГА, ветеринарний референт при секретаріаті Військових справ УГА. Загинув у більшовицькому полоні у 1920 році.
- Григорій Глинка — літератор.
- Михайло Шарик — письменник.
- Антін Глинка — громадсько-культурний діяч у Канаді.
- Ісидор Глинка — біохімік, громадський діяч у Канаді.
- Богдан Габ'як — художник.
- І. Дубельт — художник.
- Василь Кузів — релігійний діяч.
- Ілля Кузів — греко-католицький священник, письменник, перекладач, публіцист, фольклорист.
- Михайло Кузів (1885—1951) — греко-католицький церковний діяч.
- Богдан Савак — краєзнавець.
- Мирослава Хмурич — бібліотекар, краєзнавець[9].
- Володимир Хома (1930—2005) — педагог, краєзнавець, літературознавець, фольклорист, літератор.
- Микола Одійчук Тарасович  — кандидат в голови сільської ради серед молоді.
- Гілярій Войтина — майстер різьби по дереву.
- Скибінський Рудольф — делегат УНРади ЗУНР доктор.
- Шегедин Мирослав — український громадський діяч в Австралії.

### Пов'язані з Денисовом
- мешкав диригент о. Й. Вітошинський.
- Михайло Павлик, побувавши у селі позитивно оцінив діяльність читальні та хору Й. Вітошинського[10].
- Г. Глинка та Іван Кузів здійснювали фольклорні записи у селі.
- Богдан Мазепа — письменник.

#### Перебували
- письменники о. Тимотей Бордуляк, Ірина Вільде, Володимир Вихрущ, Володимир Ґжицький, Галина Гордасевич, Євген Дудар, О. Дучимінська, Богдан Лепкий, Роман Лубківський, Володимир Лучук, Осип Маковей, Оксана Сенатович, Василь Стефаник, Іван Франко, Андрій Чайковський.
- чеський етнограф Ф. Ржегорж.
- літературознавець, історик М. Мушинка та інші відомі діячі.

## Галерея

Село Денисів
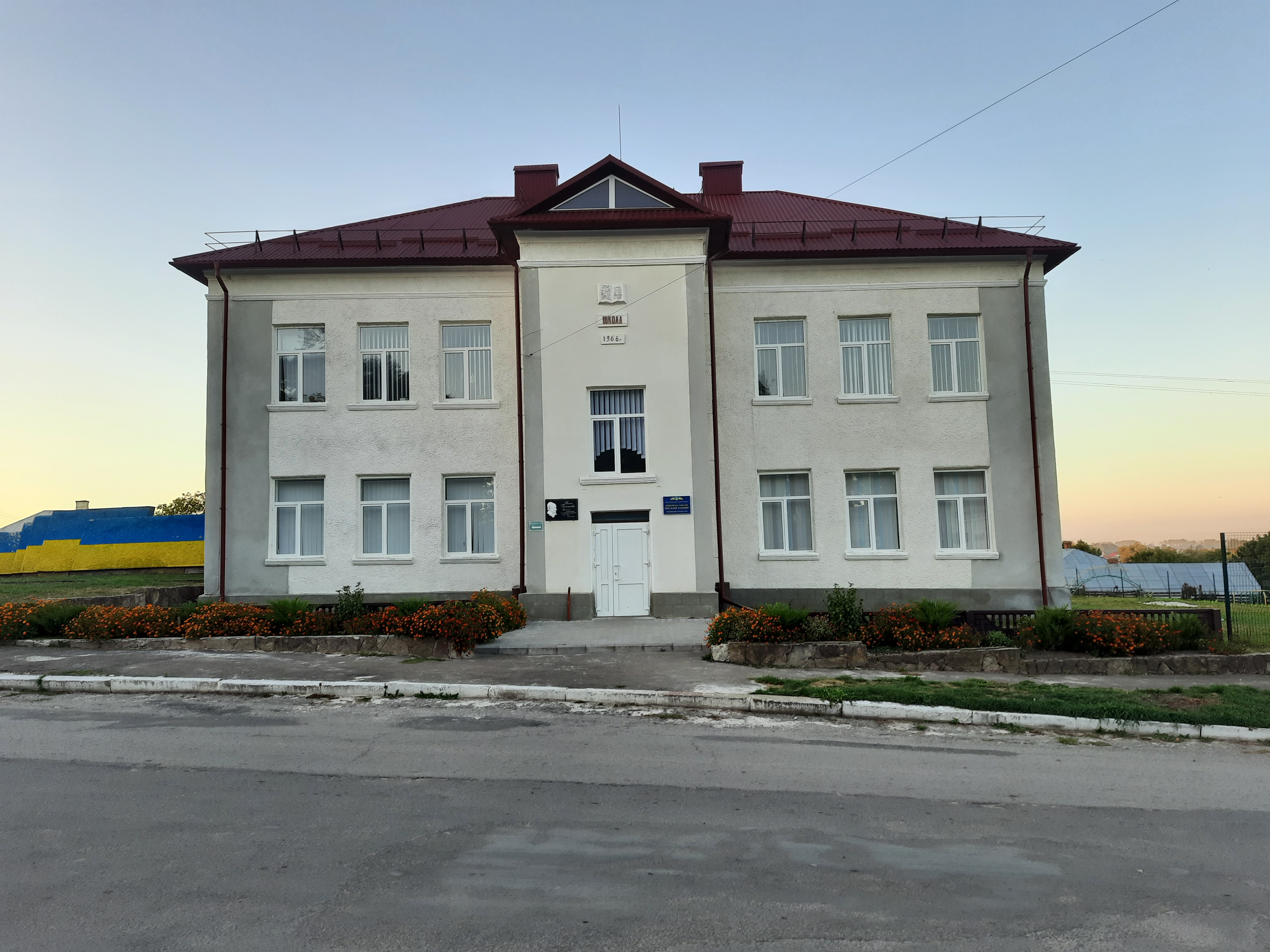
Школа
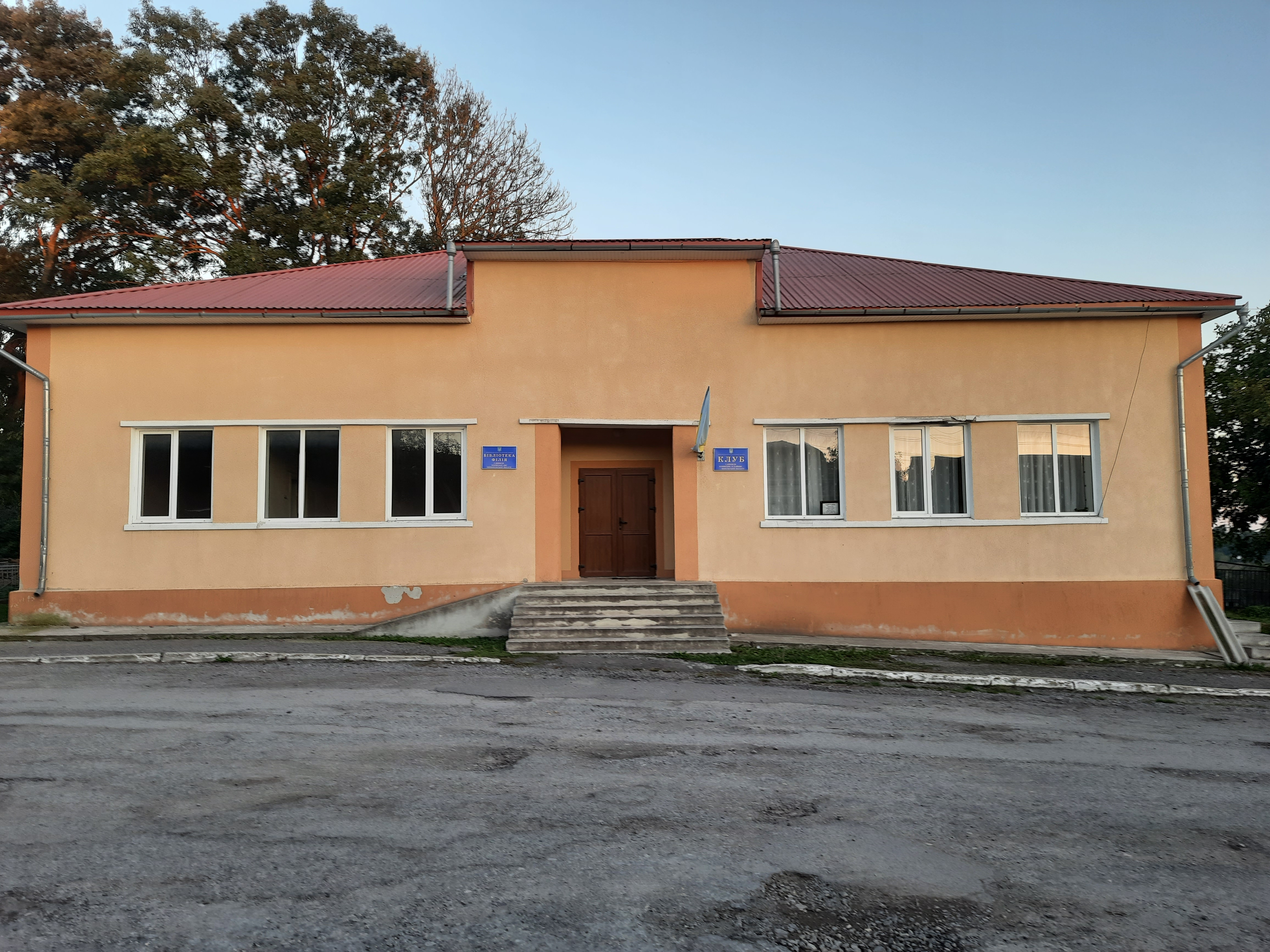
Клуб
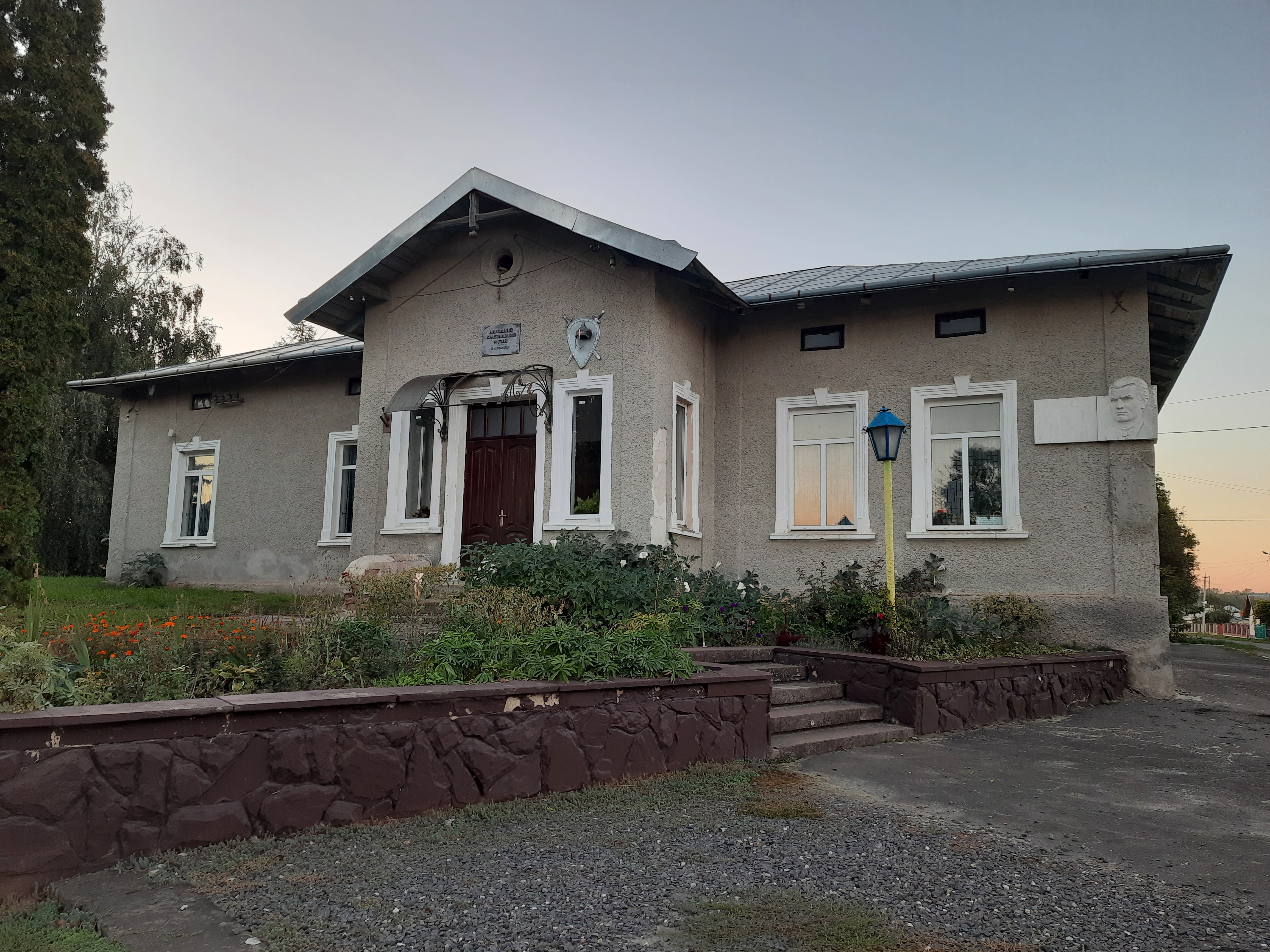
Краєзнавчий музей
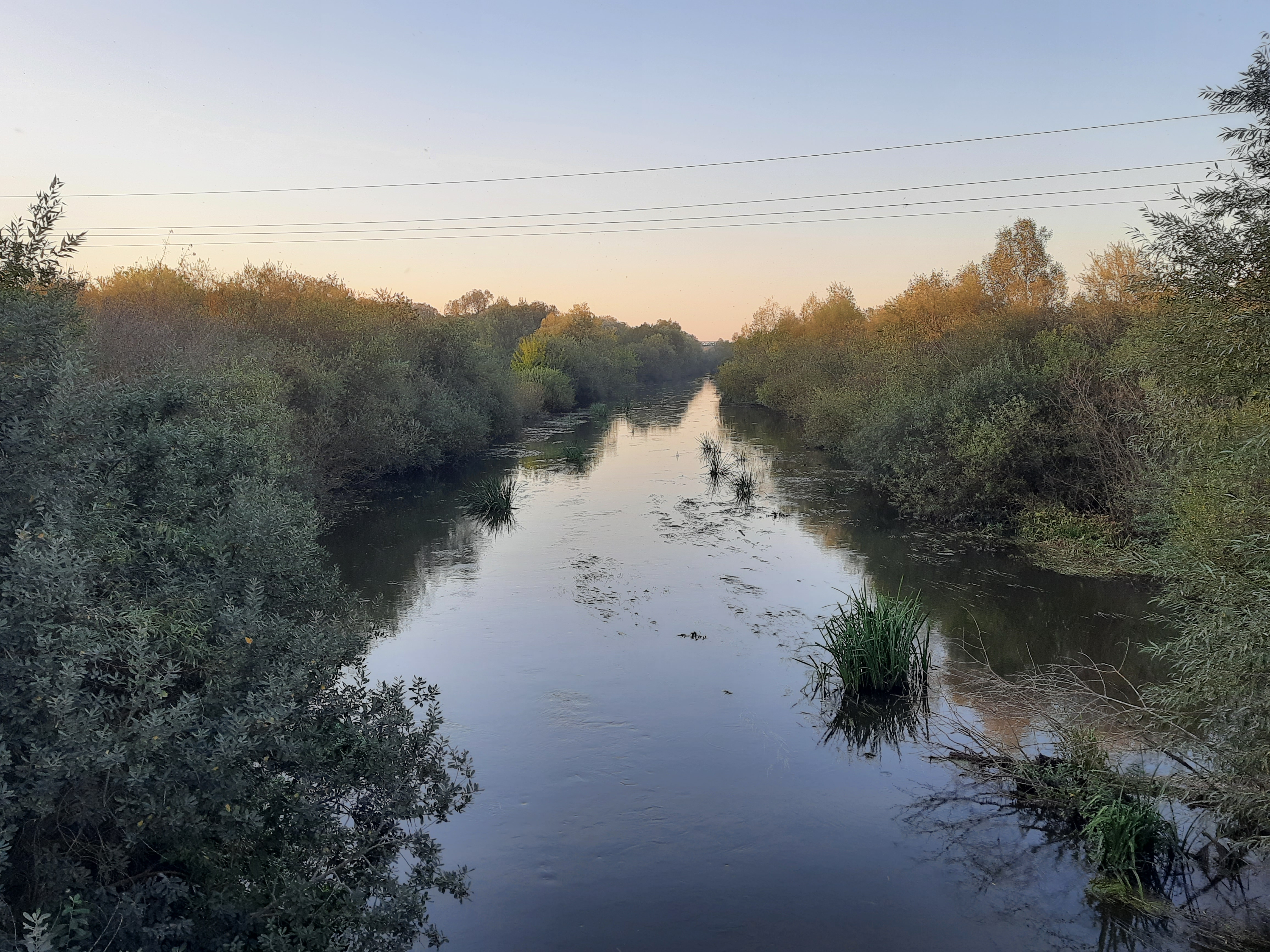
Річка Стрипа